# Арест карманника
«Арест карманника» (англ. The Arrest of a Pickpocket) — первый английский игровой фильм, случайно найденный на чердаке дома 79-летнего пенсионера Франка Уильямса в городке Ридич в западной Англии.
Фильм называется «Арест карманника», он был снят в апреле 1895 года знаменитым режиссёром Биртом Акресом.
Это первый в мире кинофильм с криминальным сюжетом. Длительность — всего 50 секунд. На протяжении десятилетий картина считалась потерянной навсегда. Однако одна копия фильма пролежала в старом пакете на чердаке в течение 60 лет и была найдена родственницей Уильямса.
Реставрация картины была завершена, и её вторая премьера произошла на фестивале немых фильмов в Венеции в октябре 2006 года.